# Костадин Стойков (волейболист)
Вижте пояснителната страница за други личности с името Костадин Стойков.
Костадин Стойков е български волейболист, състезател на ВК Сливнишки герой (Сливница).

## Биография
Костадин Стойков е роден на 7 декември 1977 г. в София. Той е висок 202 см, тежи 85 кг.
Играе на поста посрещач. Бил е състезател на Левски, ВК Марек Юнион Ивкони, Нова (Новокуйбишевск), Пирин Разлог, Томис Констанца, КВК Габрово и Добруджа 07, Монтана.